# Эшмет
Эшме́т — деревня в Юкаменском районе Удмуртии, входит в состав Пышкетского сельского поселения.

## Население
| 2007 | 2010 | 2012 |
| ---- | ---- | ---- |
| 34   | ↘17  | ↘12  |

## Улицы
В деревне имеется одна улица — Центральная.